# 황학 (청나라)
황학(黃鶴)는 청나라 중기의 정치인이었다. 귀주성(貴州省) 청진현(淸鎭縣) 출신이다.

## 참고 자료
- 龎思純, 《明淸貴州七百進士》 (貴州人民出版社, 2005), ISBN 7221069026